# Pont Garibaldi
Le pont Garibaldi est un pont de Rome en Italie.

## Situation et accès
Le pont Garibaldi relie le quai De'Cenci à la place Giuseppe Gioachino Belli à Rome, dans les Rioni Regola et Trastevere.
Le pont est traversé par le tram 8 et des bus.

## Origine du nom
Le nom du pont honore le général et homme politique italien, Giuseppe Garibaldi (1807-1882).

## Historique
Le pont, de 120 mètres de long, a été conçu par l'architecte Angelo Vescovali et construit entre 1884 et 1888 ; il a été consacré à Giuseppe Garibaldi, le "Héros des Deux Mondes" et l'un des pères de l'unification italienne. Le pont, élargi en 1959, a été libéré pour faciliter l'expansion de la ville vers le quartier du Trastevere.